# 敦 (器皿)

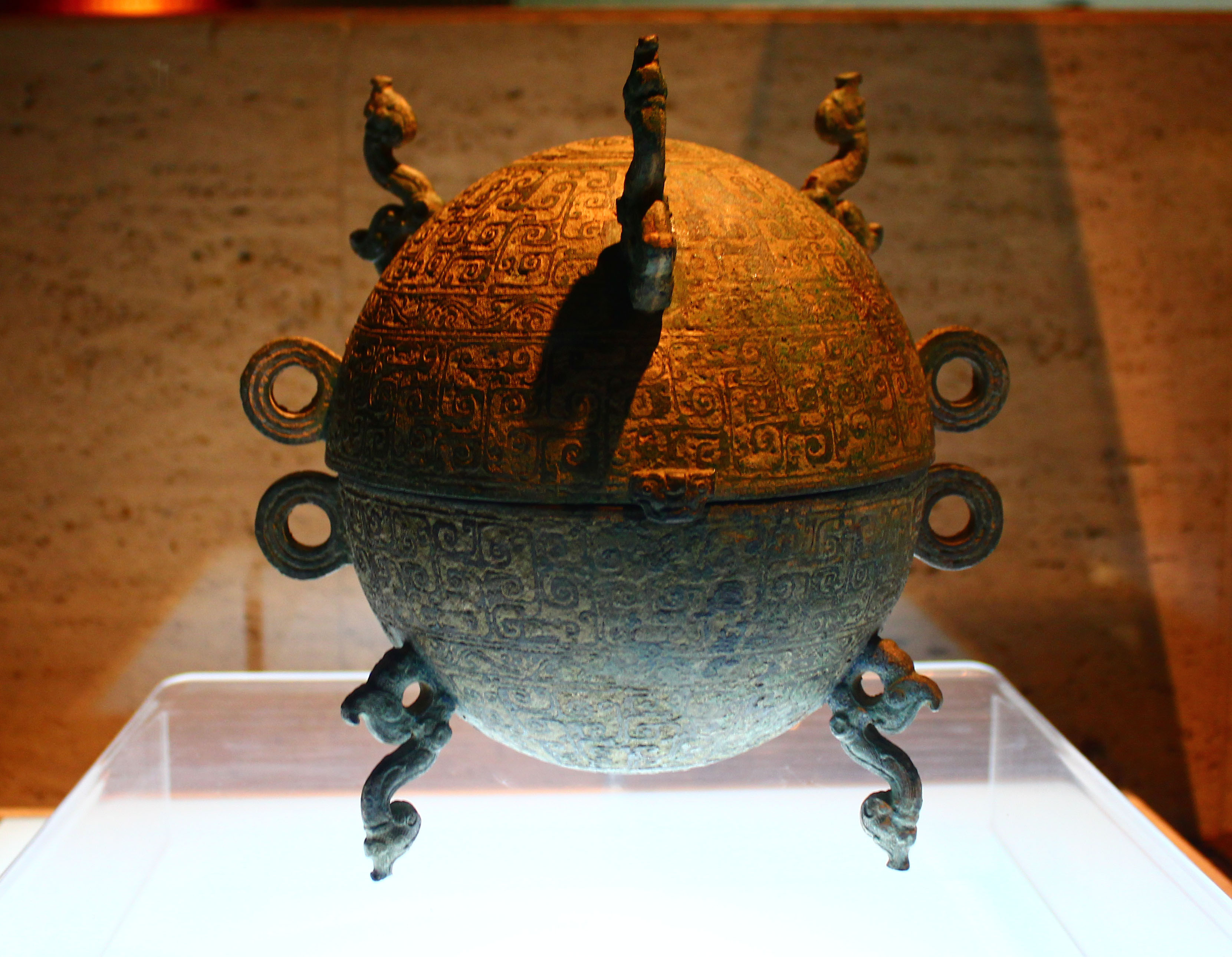
嵌地几何云纹铜敦 ，出土于湖北秭归斑鸠岗，湖北省博物馆藏

敦（鐓的訛字）是中国春秋、战国时期的青铜食器兼礼器，是继簋之后用来盛放饭食的主流青铜器。敦的形制多样，其共同点为半球形圆腹、环耳、有盖，典型样貌则为器身和器盖对称，各三足、两环耳，相合呈球形。

## 名称
這類器物自身的铭文都把這類器物写作或（錞）:40。儒家经典本也用篆字書寫。但在传世的楷體書寫的儒家经典文献中，这类器物写成了“敦”。晚清吴大徵首先指出，与后世的“敦”字是异体字。:57金文即小篆（敦）的左半部分；为加上金字旁。
“敦”字在上古汉语中有“圆”的意思，古人因此用“敦”来给这类球形青铜器命名。
宋朝，吕大临在金石学著作《考古图》中，将铭文上的字误认为“敦”字，因而错误地用“敦”来称呼簋类青铜器。直到清人钱玷指出，是“簋”的异体字，后人才逐渐纠正了这一错误，不再用“敦”来称呼簋。而青铜敦在近代以前，则因为三足、两耳的特征，一度被金石学家归为鼎的一种。:39

## 形制
陈芳妹将敦的基本形制归结为：半球形圆腹，环耳，有盖。再根据足形、盖形和盖器比例，分为平底敦、盏式敦、对称敦。朱凤瀚将敦分为两类。:142-146彭裕商对敦的限定较严格，只认可陈芳妹所说的对称敦为敦，认为盆、盏、敦有交叉称呼的现象，是由于当时汉语方言的差异：盆、盏、敦一律称为敦，是齐鲁文化区的叫法；盏、敦一律称为盏，是楚文化区的叫法。
| 陈芳妹 | 平底敦    | 盏式敦    | 对称敦    |           |
| 彭裕商 | 盆        | 盏        | 敦        |           |
| 朱凤瀚 | （2）类敦 | （1）类敦 | （1）类敦 | （1）类敦 |
| 朱凤瀚 | （2）类敦 | A型       | B、D型    | C型       |

### 平底敦
器形较扁，腹壁圆曲，盖顶、器底皆平，横截面作圆形。:144
徐中舒认为此即郑玄注《仪礼》时所说的“废敦”。彭裕商认为此类器物属盆，铭文自称“敦”为山东说法。

### 盏式敦
器盖相合后成扁椭球形，器大于盖，三足。:142-143
陈芳妹认为，盏属于敦的一种类型，并将其称为盏式敦。彭裕商认为此类器物是盏，铭文自称“敦”为山东说法。

### 对称敦
对称敦又可分为两种。第一种，器盖相合后成圆球形或椭球形；器、盖体积相同或相近，各占一半，以子母口扣合；器身有三足、二环耳，足为蹄足、环足或带环的扁足；盖与器一般对称、同形，盖上三钮对器上三足，盖上二环耳对器上二环耳；也有可能不完全对称，器上三蹄足、盖上数个均匀分布的环钮，或盖上无耳。:143
第二种，器盖相合后，底部和顶部成圆形，侧壁接近垂直，合口处内凹，横截面作圆形；器、盖对称、同形，以子母口扣合，三足或圈足，二环耳。:144

### 卵形敦
朱凤瀚又补充一类卵形敦。器盖相合后成卵形，器身占总体四分之三以上，盖较小，三足。:143-144

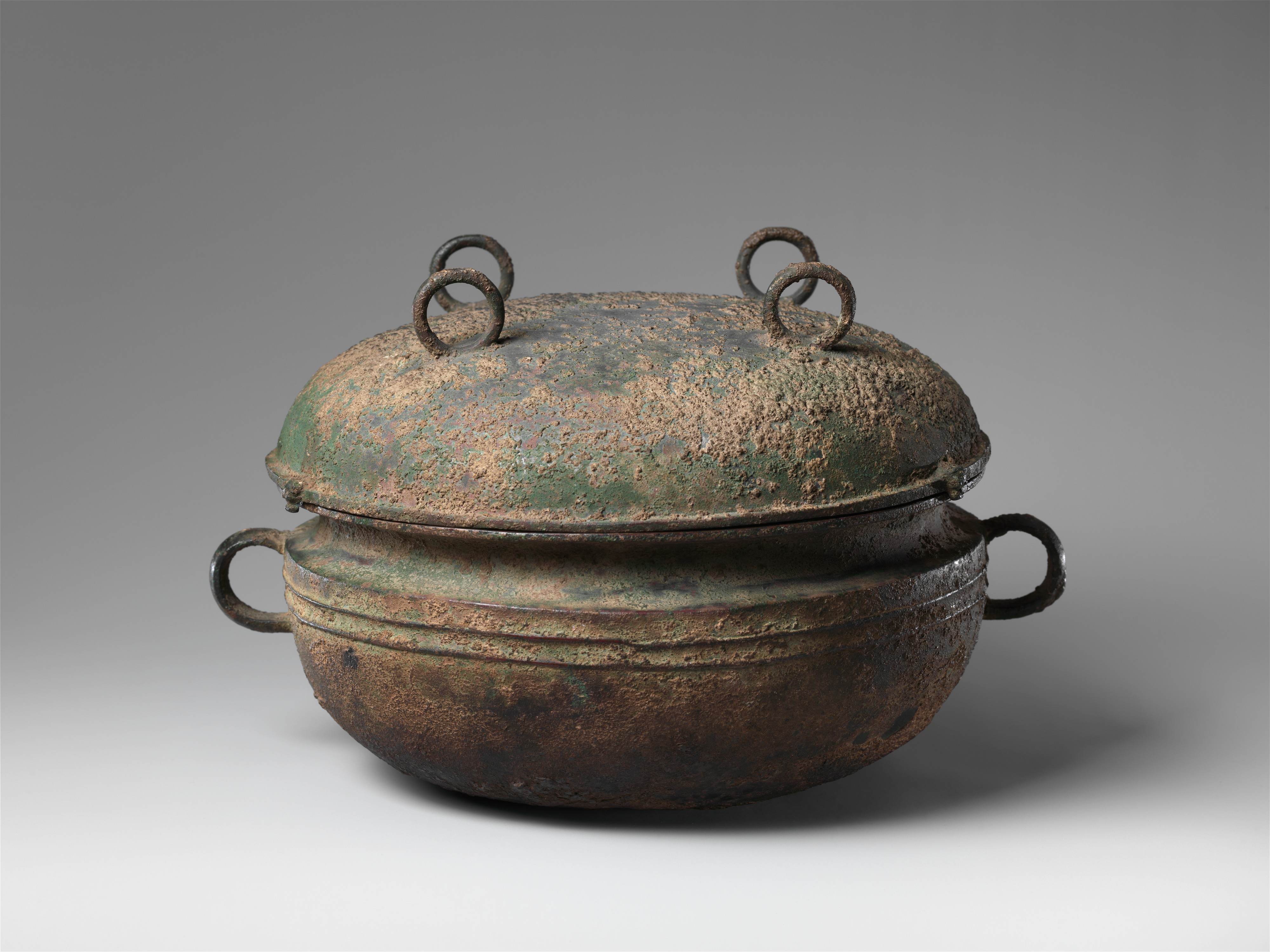
平底敦 齐侯敦，大都会博物馆藏
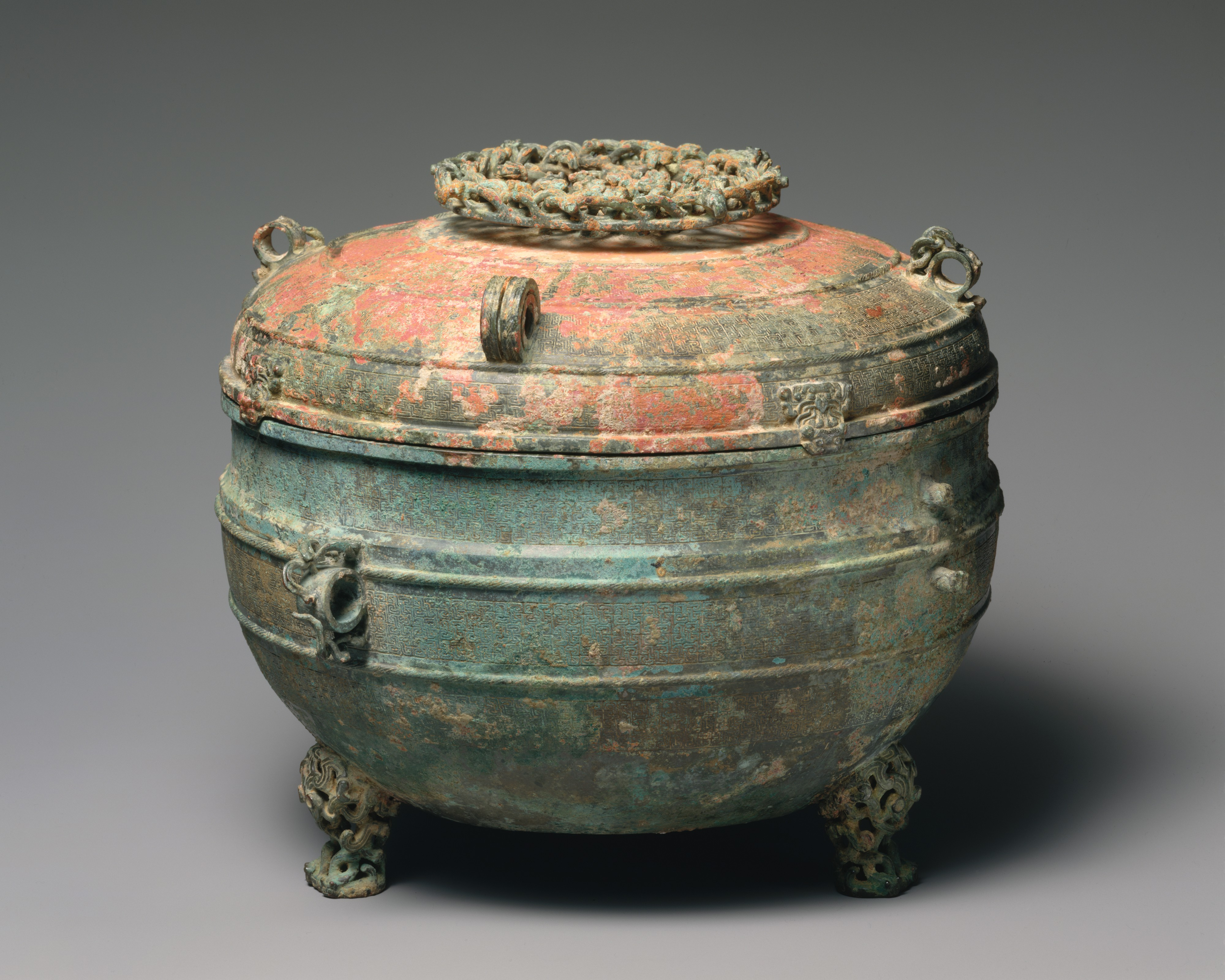
盏式敦 楚王酓审盏盂[11]，大都会博物馆藏
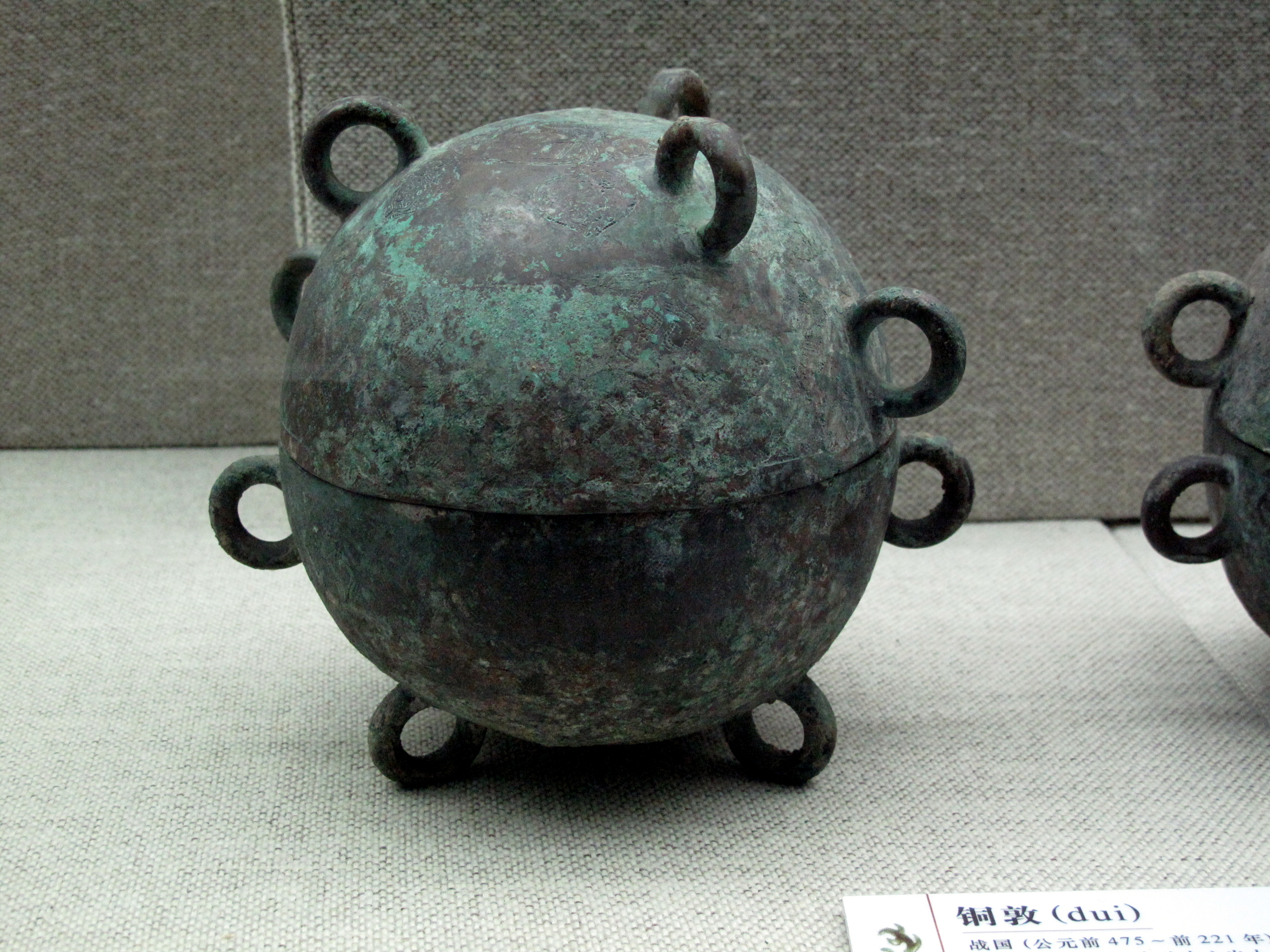
对称敦 山东博物馆藏
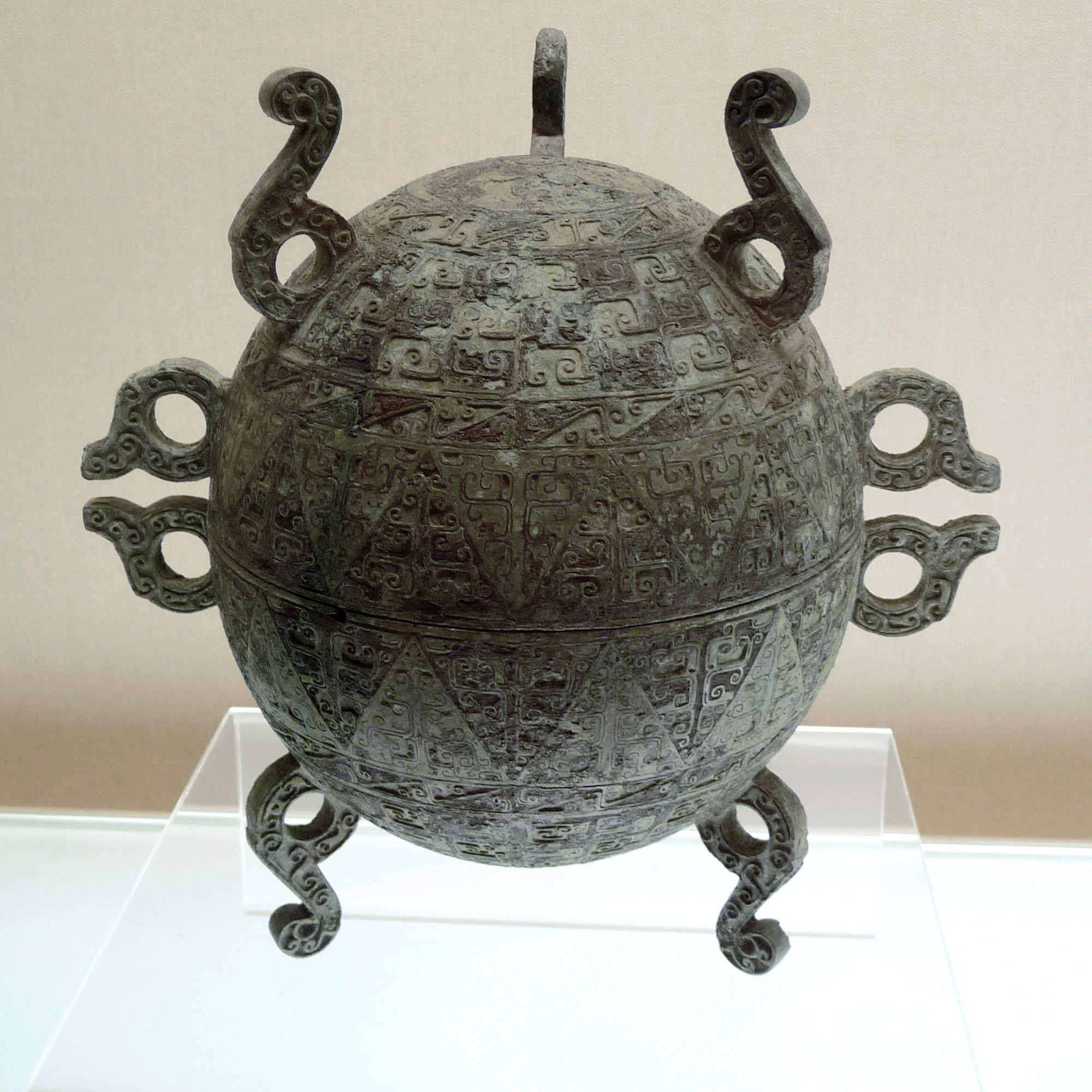
对称敦 上海博物馆藏
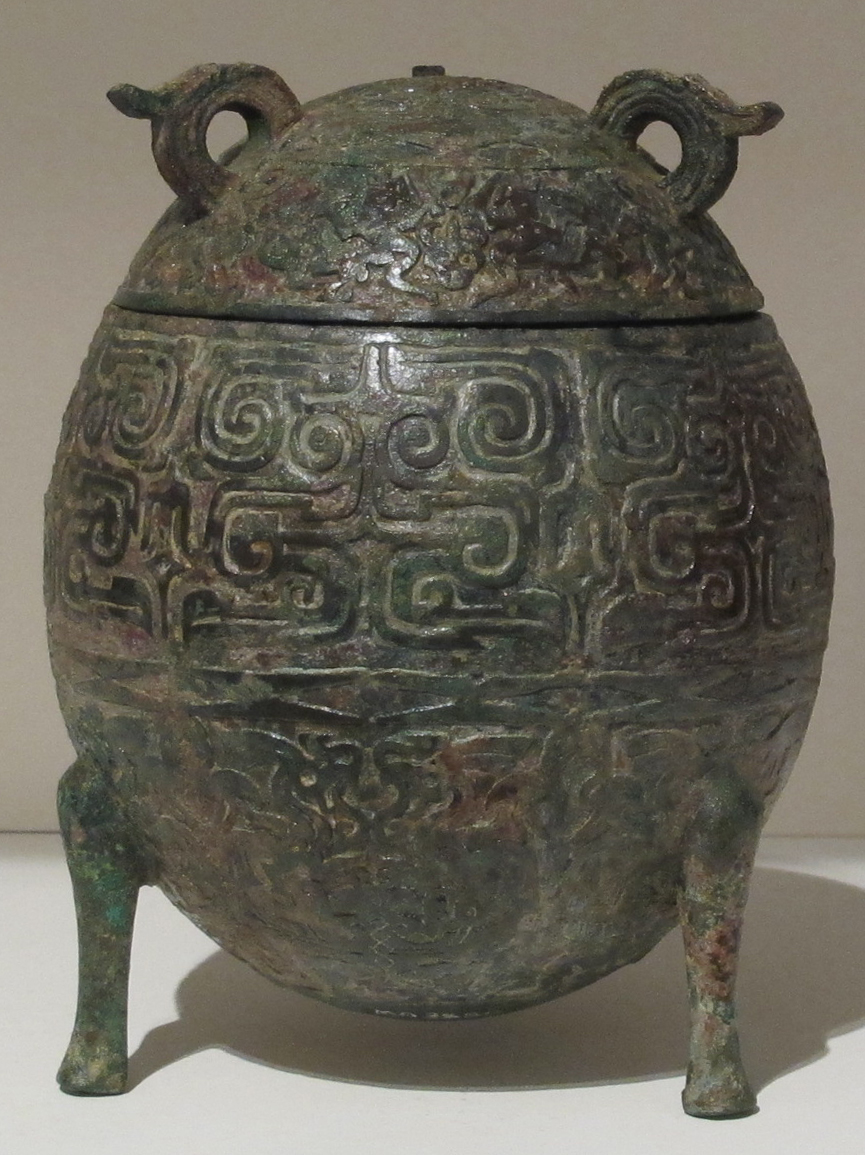
卵形敦 吉美博物馆藏

## 演变
敦最早出现于春秋中期。:142,144一些学者认为敦自簋演变而来。一些学者则认为敦自盆演变而来。:160-161
平底敦（盆）演变为盏式敦（盏），再演变为对称敦（敦）。春秋晚期偏晚至战国早期为敦发展的高峰期。:28
战国晚期，敦逐渐消亡，最终为铜盒取代。:162:64

## 功用
敦的主要功能是盛放粮食类食物。经典文献中记载，用敦来盛放黄米、小米等食物。器物自身铭文上也有类似说法，如河南南阳市博物馆藏“宋右师延”敦，铭文中自称盛放谷物饭食的“齍器”。在大多数出土敦的墓葬中，都没有出现簋，鼎、敦组合取代了鼎、簋组合，亦说明敦的作用与簋一致。:10

## 延伸阅读
[在维基数据编辑]
 《欽定古今圖書集成·經濟彙編·考工典·敦部》，出自陈梦雷《古今圖書集成》